# Марк Единий Юлиан
Марк Единий Юлиан (на латински: Marcus Aedinius Iulianus) e римски политик по времето на император Александър Север. Произлиза от фамилията Единии.
През 222 – 223 г. е управител на Египет. Около 223 – 238 г. е преториански префект след Домиций Улпиан и Луций Домиций Хонорат. След него на тази позиция e Марк Атий Корнелиан.